# Tonnoidea
Tonnoidea Suter, 1913 è una superfamiglia di molluschi gasteropodi della sottoclasse Caenogastropoda.

## Descrizione
Tonnoidea sono un gruppo piuttosto diversificato di grandi gasteropodi predatori con 361 specie suddivise in 51 generi. Sono conosciuti per la loro capacità di secernere acido solforico, che usano per depredare una varietà di invertebrati, inclusi altri molluschi, policheti, sipunculani, cirripedi, ascidie, persino spugne e pesci, ma principalmente echinodermi. Tra i biologi, sono noti per le loro larve teleplaniche di lunga durata. I loro gusci sono moderatamente grandi con dimensioni tipicamente comprese tra 5 e 30 cm. e sono piuttosto ricercati fra i collezionisti di conchiglie. Vivono principalmente nelle acque da subtropicali a tropicali della piattaforma continentale con poche specie che vivono a profondità superiori a 2000 m.
Sulla base dei dati forniti dall'analisi bayesiana del set di dati del gene mitocondriale e nucleare si stima che la superfamiglia abbia le sue origini durante il primo Giurassico (~186 mA), con l'età media del gruppo apicale stimata come tardo giurassico (~150 mA). La diversificazione delle famiglie si è verificata durante tre fasi principali nel Cretaceo superiore (Cassidi, Cymatiidae, Personidae, Thalassocyonidae), Paleocene (Ranellidae, Tonnidae) ed Eocene (Bursidae, Charoniidae, Laubierinidae). Si stima che la maggior parte dei principali lignaggi dei gruppi di tonnoidea, esclusi solo i Thalassocyonidae, abbiano le loro radici in un periodo di circa 20 Ma tra ~ 103–124 Ma nel Cretaceo inferiore, durante il periodo aptiano-albiano.

## Tassonomia
Comprende le seguenti famiglie:
- Bursidae Thiele, 1925
- Cassidae Latreille, 1825
- Charoniidae Powell, 1933
- Cymatiidae Iredale, 1913
- Laubierinidae Warén & Bouchet, 1990
- Personidae Gray, 1854
- Ranellidae Gray, 1854
- Thalassocyonidae F. Riedel, 1995
- Tonnidae Suter, 1913 (1825)